# کستی (صیدون)
کستی، روستایی در دهستان رودزیر بخش علا شهرستان صیدون در استان خوزستان ایران است.

## جمعیت
بر پایه سرشماری عمومی نفوس و مسکن در سال ۱۳۹۵، جمعیت این روستا برابر با ۴۴۱ نفر (۹۴ خانوار) بوده‌است.